# Тихи срчани удар
Тихи срчани удар, тиха исхемија срчаног мишића или тихи инфаркт миокарда (акроним ТСУ) је облик срчаног удара чији симптоми су толико благи да их пацијенти често не схватају озбиљно и да су се десили. Имајући ово у виду тихи срчану удар може се  дефинисати  и као доказан срчани удар на електрокардиограму (ЕКГ) у одсуству срчаног удара у анамнези. Ова врста исхемије срца чини око половину укупног броја стчаних удара.
Претходни извештаји различитих из различитих популација су показали да су и клинички срчани удар и тихи срчани удар, повезани са лошом прогнозом  јер је ТСУ повезан са срчаном инсуфицијенцијом сличном код климички доказаног срчаног удара. Имајући ово у виду сви ми морамо знати да се симптоми ТСУ не могу игнорисати, јер за тихи срчани удар - медицински стручњаци кажу да је једнако опасан као и класични срчани удар.'
Када се дијагностикује ТСУ, агресивно лечење  је оправдано, иако нема клиничких доказа да таква терапија смањује срчане догађаје. Без обзира на то, блокада је ефикасан приступ прве линије и потпуно ублажава ТСУ код приближно 55% пацијената. Антагонисти калцијума и дугоделујући нитрати су релативно неефикасни сами, али када се комбинују један са другим лековима или бета-блокаторима они се  показују ефикасним. Комбинована терапија лековима је подједнако ефикасна као и реваскуларизација срчаног мишића у смањењу последица, посебно од инвазивне процедуре код старијих пацијената.

## Епидемиологија
Од процењених 805.000 срчаних удара сваке године у САД, 170.000 њих су тихи срчани удари, према статистикама Америчког удружења за срце.
Код старијих пацијената код којих постоји повећан срчани ризик,  присуство исхемије пер се, без обзира да ли је праћено болом или не, одређује клинички исход код пацијената са коронарном срчаном болести. Код старијих особа са ТСУ два до четири пута је већи ризик од изненадних срчаних догађаја у поређењу са онима без исхемије. Штавише, код старијих пацијената са периферном васкуларном болешћу, ТСУ је важан предиктор постоперативних изненадних срчаних догађаја.
Полне разлике
Многе студије су показале да је стопа инциденције ТСУ већа код мушкараца него код жена. Међутим  ризик од смрти од коронарне болести срца и смртности од свих узрока код мушкараца и код жена са ТСУ, потенцијално је већи међу женама.

## Етиологија
Према једној од класифакција пацијенати са ТИУ могу оболети од од једнеод  три врсте тихе исхемије:
- Тип I:  је најређи облик и јавља се код потпуно асимптоматских пацијената са  коронарнoм болести срца (која може бити тешка) у одсуству симптома ангине.

- Тип II:  се јавља код пацијената са документованим претходним срчаним ударом.

- Тип III:  је најчешћи облик и јавља се код пацијената са уобичајеним облицима хроничне стабилне ангине, нестабилне ангине и вазоспастичне ангине.

## Фактори ризика
У примарне факторе ризика за појаву ТСУ спадају:
- старост, која је сама по себи је битан фактор ризика за ТСУ,
- коронарна артеријска болест,
- хипертрофија леве коморе,
- гојазност,
- периферна васкуларна болест,[4]
- хипертензија, посебно код старијих пацијената
- пушење дувана,
- шећерна болест,
- медикаментозна терапија, посебно кдо оних који користе нестероидне, антиинфламаторне лекове, који доводе до уобичајена веза између ових стања измењена перцепција бола.[4]

До 50% пацијената са коронарном артеријском болести може имати доказе о ТСУ.
Процењује се да између 20 и 30% пацијената са коронарном артеријском болести има ТСУ током нормалних свакодневних активности.  Такође и пацијенати са ангином пекторис у анамнези имају и до 80% асимптоматских исхемијских епизода. Чак и када терапија лековима очигледно контролише симптоме ангине, око 40% пацијената и даље може доживети ТСУ.
Код оних старијих пацијената без претходне историје коронарне артеријске болести, ТСУ се јавња код 5 до 41% пацијената. На ово утиче чињеница да је код ових пацијената утврђена неконтролисане хипертензије или периферне васкуларне болест, што указује и на присуство основне али недијагностиковане коронарне артеријске болести.
Још није познато да ли се ТСУ јавља код старијих пацијената без коегзистирајућих фактора ризика.
Шећерна болест је значајан фактор ризика за болест коронарних артерија и корелира са већом инциденцом ТСУ. Срчана аутономна дисфункција је главни кривац код пацијената са дијабетесом која укључује рецепторе за бол, аферентне неуроне или виша подручја мозга.
Студије су показале да атерогена дислипидемија снажно корелира са повећаним ризиком од ТСУ и тихе коронарне болести срца код пацијената са шећерном болести, а лечење атерогене дислипидемије може помоћи да се смањи високи резидуални терет кардиоваскуларних болести.
У хирургији  постоји релативно висока инциденција периоперативног срчаног удара у геријатријској популацији. Студије су показале да су пацијенти који су били подвргнути операцији графта коронарне артерије имали епизоде ТСУ откривеног Холтер мониторингом. 
У јединици интензивне неге критично болесни пацијенти у јединици интензивне неге (са коронарнoм болести срца) примљени због некардијалних узрока такође су изложени ризику од акутне исхемије миокарда. Пролазна исхемија миокарда и поодмакло доба су значајни предиктори срчаних догађаја.  
Апнеја у сну, као и опструктивна апнеја у сну има корелацију са исхемијом миокарда (тиха или симптоматска), срчаним аритмијама, плућном хипертензијом, срчаном инсуфицијенцијом, пролазним исхемијским нападом и можданим ударом.

## Патофизиологија
Инфаркт миокарда је углавном узрокован руптуром атеросклеротског плака у било ком од крвних судова који снабдевају срце кисеоником. Патофизиологија укључена у овај процес укључује померање инфламаторних ћелија у зиду крвног суда, таложење продуката холестерола што доводи до тога да макрофаги постану пенасте ћелије, које ослобађају факторе раста што доводи до тога да фибрин и глатки мишићи постану део плака. Плакови могу имати танку или дебелу фиброзну капицу, чија руптура изазива разорне повреде.

## Дијагноза
У данс доступне дијагностичке тестове за евалуацију болести спадају:  
- Срчани маркери
- Мониторинг ЕКГ уз кревет
- Амбулантно праћење ЕКГ (АЕЦГ).
- Тестирање на стрес
- Технике снимања радионуклидима
- Континуирано интракардијално праћење
- Компјутерска томографија

## Терапија
Пацијентима са тихом исхемијом миокарда потребан је агресиван дијагностички и терапијски приступ јер имају веће шансе за развој нових коронарних догађаја од оних без тихе исхемије, и захтева мултидисциплинарну  евалуацију и лечење тихе исхемије миокарда.
Пошто исхемија предвиђа лошу срчану прогнозу, код ТСУ је сугерисана антиисхемична терапија не само да смањи већ и потпуно укине и симптоматску и тиху исхемију.
Одабир лека је компликован јер ефикасност у смањењу учесталости и тежине симптома ангине не мора нужно да предвиди способност супресије ТСУ. Штавише, остаје нејасно да ли постоји потреба да се поново процени присуство и обим тихе исхемије током терапије. Неке студије су користиле стратегију вођену ЕКГ исхемијом са титрацијом антиисхемичним лековима да би се постигао оптимални режим дозирања.

### Бета блокатори
Смањењем потребе миокарда за кисеоником, бета блокатори имају значајно место у терапији исхемије.  Као монотерапија, бета блокатори имају највећи ефекат на смањење учесталости и трајања ТСУ током активности у свакодневном животу. Не само да бета блокатори потпуно Сузбијају ТСУ веч  код приближно 55% пацијената,  они такође смањују јутарњу учесталост ТСУ  код пацијената са коронарном артеријском болести.
Врсту терапија  бета блокаторима треба изабрати на основу подношљивости и индивидуалног профила пацијента. Како за ове лекове важе уобичајене контраиндикације за блокаду, па се код неких пацијената мора тражити алтернативна терапија.   
Монотерапија антагонистом калцијума смањује учесталост и трајање тихе исхемије, међутим, таква терапија није нарочито ефикасна у потпуној супресији ТСУ.
Код пацијената који не могу да толеришу блокаду, антагонистимакалцијума (посебно лек који ограничавају откуцаје срца као што су верапамил или дилтиазем) нуди се одговарајућа алтернатива. Поред тога, дихидропиридин антагонисти калцијума (егамлодипин или фелодипин) су ефикасни у комбинацији са блокаторима.
Нитрати се дуго користе за лечење симптоматске ангине, али су релативно неефикасни у смањењу учесталости ТСУ током нормалних свакодневних активности. Ако се користе нитрати дугог дејства, неопходно је да режим дозирања омогући интервал од 10 до 12 сати без нитрата сваког дана.
Иако сами по себи нису посебно ефикасни, дугоделујући нитрати повећавају активност терапије бета блокаторима или антагонистима калцијума.

## Компликације
Оштећења изазвана ТСУ могу варирати, од пацијента до пацијента, при чему неки имају „тихи срчани удар на малој територији на којој је срце формирало сопствени природни бајпас, док други развијају озбиљне срчане компликације као што је срчана инсуфицијенција.
Тихи срчани удар повећава ризик од срчане инсуфицијенције за 35% у поређењу са људима без доказа о срчаном удару. Према студији из 2018. године, објављеној у часопису  Journal of the American College of Cardiology, наводи се да је ризик био још већи код људи у раним 50-им и млађим годинама живота. Срчана инсуфицијенција је крајњи исход  у до 15% пацијената који доживе акутни срчаног удара. Удео овог сегмента популације ће се вероватно повећати, пошто се преживљавање пацијената после срчаног удара значајно побољшало у последњој деценији. До једне трећине од милион пацијената који су сваке године хоспитализовани због срчана инсуфицијенција у Сједињеним Америчким Државама имало је историју срчаног удара. Неколико фактора, као што су рекурентни срчани удар, вентрикуларно ремоделовање, механичке компликације срчаног удар и омамљени или хибернирајући миокард, доводе до инсуфицијенције срца након срчаног удар.  Ова стања могу бити клинички тиха, попут тихог срчаног удара, и могу остати непримећена дуго времена.
Тихи срчани удари такође могу повећати ризик од можданог удара, на основу прелиминарног истраживања представљеног на виртуелној Међународној конференцији о можданом удару Америчке асоцијације за мождани удар. Такође ТСУ на дуге стазе, изгледају једнако смртоносни као и дијагностиковани срчани удари.